# Aeroporto di Lublino
L'Aeroporto di Lublino (IATA: LUZ, ICAO: EPLB) è un aeroporto polacco situato a 10 km ad est di Lublino, operativo da dicembre 2012.